# 8050 Beishida
8050 Beishida este un asteroid din centura principală de asteroizi.

## Descriere
8050 Beishida este un asteroid din centura principală de asteroizi. A fost descoperit pe 18 septembrie 1996 la Xinglong în cadrul programului Beijing Schmidt CCD Asteroid Program. Asteroidul prezintă o orbită caracterizată de o semiaxă mare de 2,13 ua, o excentricitate de 0,16 și o înclinație de 1,9° în raport cu ecliptica.